# Túlio Costa
Pour les articles homonymes, voir Túlio.
Túlio Humberto Pereira Costa, plus connu sous le surnom de Túlio Maravilha ou encore tout simplement de Túlio (né le 2 juin 1969 à Goias dans l'état de Goiás) est un footballeur international brésilien qui évoluait au poste d'attaquant.
Le 8 février 2014, à l'âge de 44 ans, il réussit avec le club d'Araxá le millième but de sa carrière professionnelle, entrant ainsi dans le cercle très fermé des footballeurs ayant réussi cet exploit.
Il a également eut une brève carrière politique.

## Biographie

### Carrière footballistique

#### Des débuts en dents de scie
Au début, tout le monde pensait que Túlio était un simple attaquant et qu'avec un peu de chance, il marquerait tout au plus quelques buts. Túlio ne faisait rêver personne, son style de jeu était celui de l'attaquant endormi qui réussisait quelques buts en bon renard des surfaces.
C'est comme ça que le jeune Túlio a évolué jusqu'à la saison de 1988 où il fut promu en équipe première au sein du Goiás EC. Un an après, Túlio fut meilleur buteur du championnat du Brésil, et, en quelques mois, il se transforma complètement.
En 1989, Túlio devient une star, admiré par les supporters du Goiás EC. Mais après sa brillante année 1989, il n'était plus le même qui avait fait rêver les supporters du Goiás EC. Et après deux ans dans l'obscurité, Túlio est transféré au FC Sion en Suisse. Là, il ne joue pas le même football et après deux ans dans le club valaisan, il retourne au Brésil pour tenter d'exploser à nouveau... 

#### Apogée de sa carrière
En 1994, Túlio est engagé au Botafogo avec une grande méfiance de la part des supporters. Botafogo était en crise et Túlio était leur unique espoir. Il n'a pas déçu, Túlio explose définitivement en 1994 pour être meilleur buteur du championnat brésilien et du championnat de l'État de Rio.
Mais c'est dans l'année 1995 que Túlio rentre dans une des listes les plus difficiles d'accès, celle des joueurs emblématiques du Botafogo FR. Túlio fut de nouveau meilleur buteur du Brésil et donna au club brésilien son premier titre de champion brésilien.Après cinq finales perdues, Botafogo gagnait enfin le championnat brésilien, et ça grâce au fantastique Túlio Maravilha, comme l'indique le surnom que les supporters de Botafogo lui donnèrent. À la fin de la saison 1995, Tulio fut convoqué pour l'équipe du Brésil où il fut même titulaire pendant quelques matches.

Il quitte Botafogo en 1996 pour les Corinthians où il fut considéré comme le meilleur joueur du Brésil au même titre que Romário. Il déçut encore une fois. Après les Corinthians, il fait le tour de quelques grands clubs brésiliens sans grand succès.

#### Un second retour
Alors que personne ne croyait plus en lui, il fut engagé par la petite équipe de Volta Redonda en 2005 pour disputer le championnat de Rio, le « carioca ». Bien que trainant une réputation de comique, il fit taire ses détracteurs en redevenant meilleur buteur du carioca 2005.

## Palmarès

### Palmarès en sélection
Brésil
- Copa América :
  - Finaliste : 1995.

### Distinctions personnelles
- Bola de Prata en 1989, 1991, 1994 et 1995.
- Meilleur attaquant du championnat du Brésil en 1995.
- Meilleur attaquant du Brésil en 1994 et 1995.
- Joueur Brésilien de l'année en 1995.

### Télévision
- 2016: Power Couple Brasil 1
- 2019: A Fazenda 11